# Mount Davidson (Alberta)
Der Mount Davidson ist ein 2919 Meter hoher Berg im Municipal District of Bighorn No. 8 der kanadischen Provinz Alberta. Benannt wurde er nach James Wheeler Davidson.

## Geografie
Der Gipfel des Mount Davidsons liegt bei 2919 Metern und liegt auf der Grenze zwischen dem Ghost River Wilderness Area und dem Don Getty Wildland Provincial Park. Ein Wanderweg führt mit etwas mehr als 20 Kilometern Länge und etwa 1230 Höhenmetern den Berg hinauf. Die Dominanz von Mount Davidson beträgt etwa 3,8 km bis zum südlich gelegenen Astral Peak.

## Geschichte
1935 erfolgte die Benennung zu Ehren von James Wheeler Davidson (1872 – 1933), einem amerikanisch-kanadischen Diplomaten und Weltreisenden, von dessen Wahlheimat Calgary der Gipfel gesehen werden kann. Aus unbekannten Gründen wurde die Namensgebung zwar offiziell bestätigt, jedoch nicht auf Karten vermerkt. Erst 2003 wurde dieser Fehler durch Mitglieder des örtlichen Rotary Clubs bemerkt und der Gipfel seither eingezeichnet. Am 2. August 2003 hielten 25 Mitglieder aus fünf Rotary Clubs zu Ehren Davidsons ein Treffen auf dem Gipfel ab. Nur einige Mitglieder bestiegen den Berg, während der größere Teil der Gruppe mit einem Helikopter in der Nähe des Gipfels abgesetzt wurde.
Die erste aufgezeichnete Besteigung des Gipfels erfolgte 1988 durch Frank Campbell und Karl Nagy.